# Oreomela foveipennis
Oreomela foveipennis là một loài bọ cánh cứng trong họ Chrysomelidae. Loài này được Chen & Wang in Chen, Wang & Jiang miêu tả khoa học năm 1986.